# Stowarzyszenie Regionalnych Browarów Polskich
Stowarzyszenie Regionalnych Browarów Polskich – Polskie Piwo – stowarzyszenie skupiające małych i średnich producentów piwa w Polsce. Siedziba organizacji mieści się w Olsztynie.

## Charakterystyka
Stowarzyszenie powstało w 1995 roku jako Stowarzyszenie Małych i Średnich Browarów Polskich. Impulsem do jego założenia była decyzja Ministerstwa Finansów o zniesieniu zróżnicowania w stawce podatku akcyzowego od piwa.
Celami stowarzyszenia są: integracja środowiska producentów polskich browarów; reprezentowanie interesów gospodarczych zrzeszonych członków w zakresie ich działalności wytwórczej, handlowej, usługowej wobec organów państwowych, samorządu terytorialnego; obrona ideałów wolności gospodarczej, bezwzględnego poszanowania prawa własności, wolności i odpowiedzialności w sferze gospodarczej; kształtowanie i upowszechnianie zasad etyki w działalności w szczególności opracowanie i doskonalenie norm rzetelnego postępowania w obrocie gospodarczym; prowadzenie działalności promocyjnej na rzecz członków oraz pomoc w nawiązywaniu kontaktów gospodarczych; pobudzanie życia gospodarczego poszczególnych regionów kraju; kształtowanie obyczaju kultury picia piwa.
W 2005 roku stowarzyszenie przyjęło obecną nazwę. Od 2007 roku organizacja wspiera rozwój klastra browarów regionalnych w Polsce.

## Aktualnie zrzeszone browary
- Browar Amber
- Browar BrowArmia
- Browar Witnica
- Browar Fortuna
- Browar Grybów
- Browar w Grodzisku Wielkopolskim
- Browar Jabłonowo
- Browar Kormoran
- Krajan Browary Kujawsko-Pomorskie
- Browar Zamkowy
- Browar Spiż
- Browar Zodiak
- Browar Czarnków